# Frías (kommunhuvudort i Argentina)
Frías är en kommunhuvudort i Argentina.   Den ligger i provinsen Santiago del Estero, i den norra delen av landet, 900 km nordväst om huvudstaden Buenos Aires. Frías ligger 334 meter över havet och antalet invånare är 26 403.
Terrängen runt Frías är platt. Frías är det största samhället i trakten.
I omgivningarna runt Frías växer i huvudsak lövfällande lövskog. Runt Frías är det mycket glesbefolkat, med 6 invånare per kvadratkilometer.